# Бёрнс, Роберт (художник)
Роберт Бёрнс (англ. Robert Burns; 1869[…], Эдинбург — 1941[…], Эдинбург, Шотландия) — шотландский художник, график и дизайнер, работавший в стиле модерн.

## Биография
Роберт Бёрнс изучал живопись и рисунок в Лондоне и Париже. Затем путешествовал по Северной Африке, после чего вернулся в Эдинбург. Здесь Р. Бёрнс становится последователем модернистского направления в искусстве «Движение искусств и ремёсел». Он экспериментирует с различными материалами в своём художественном творчестве. При этом в своих произведениях мастер пытается сблизить искусство, коммерцию и поставить им на службу индустрию. Наиболее известным дизайнерским проектом, осуществлённым Р. Бёрнсом, является оформление «Чайной комнаты» Кроуфорда в 1926 году (Crawford’s Tea Room), находившуюся на Принцес-стрит в Эдинбурге. Занимался также преподаванием, руководил отделением живописи в Эдинбургском колледже искусств (Edinburgh College of Art).

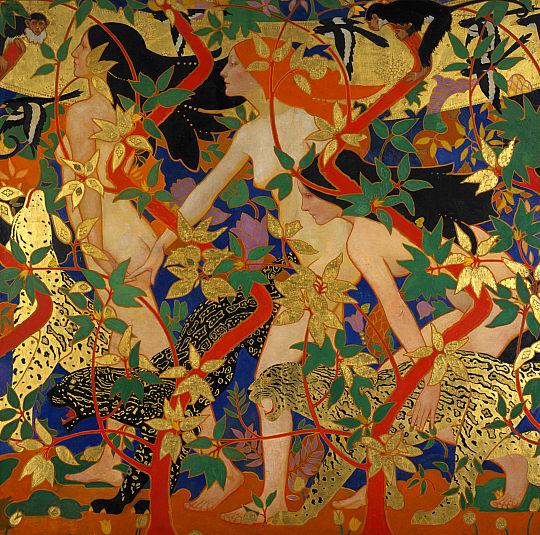
Диана и её нимфы, рисунок из оформления «Чайной комнаты Кроуфорда» (1926)